# Dorland
Die dorland GmbH war eine inhabergeführte Full Service Kreativagentur und eine der ältesten Werbeagenturen Europas. Stefan Hansen und Fritz Hendrick Melle waren zuletzt geschäftsführende Gesellschafter der Agentur.

## Unternehmensprofil
Die dorland GmbH in Berlin war eine inhabergeführte Full Service Kreativagentur für klassische Werbung, Digital Marketing, Content Marketing und Public Relations. Zu den Kunden zählen u. a. die Radeberger Gruppe, der Zentralverband des Deutschen Bäckerhandwerks e.V., die Stiftung Deutsche Landschaften, Irish Pure, Lemanjá Fashion und Grace O’Malley Whiskey.

## Ursprung
Der Ursprung der dorland Werbeagentur liegt im Jahr 1883 in Atlantic City, USA. John M. Dorland gründete die dorland Advertising Agency mit der Geschäftsidee für die ansässigen Hoteliers Anzeigen zu vermitteln, um Touristen anzulocken.

Nach seinem Tod übernahm Walter E. Edge die Agentur. Mit dem wirtschaftlichen Erfolg folgte die Expansion der dorland Advertising Agency nach Europa. 1928 gründete Walter S. Maas in Berlin eine deutsche Geschäftsstelle am Kurfürstendamm. 

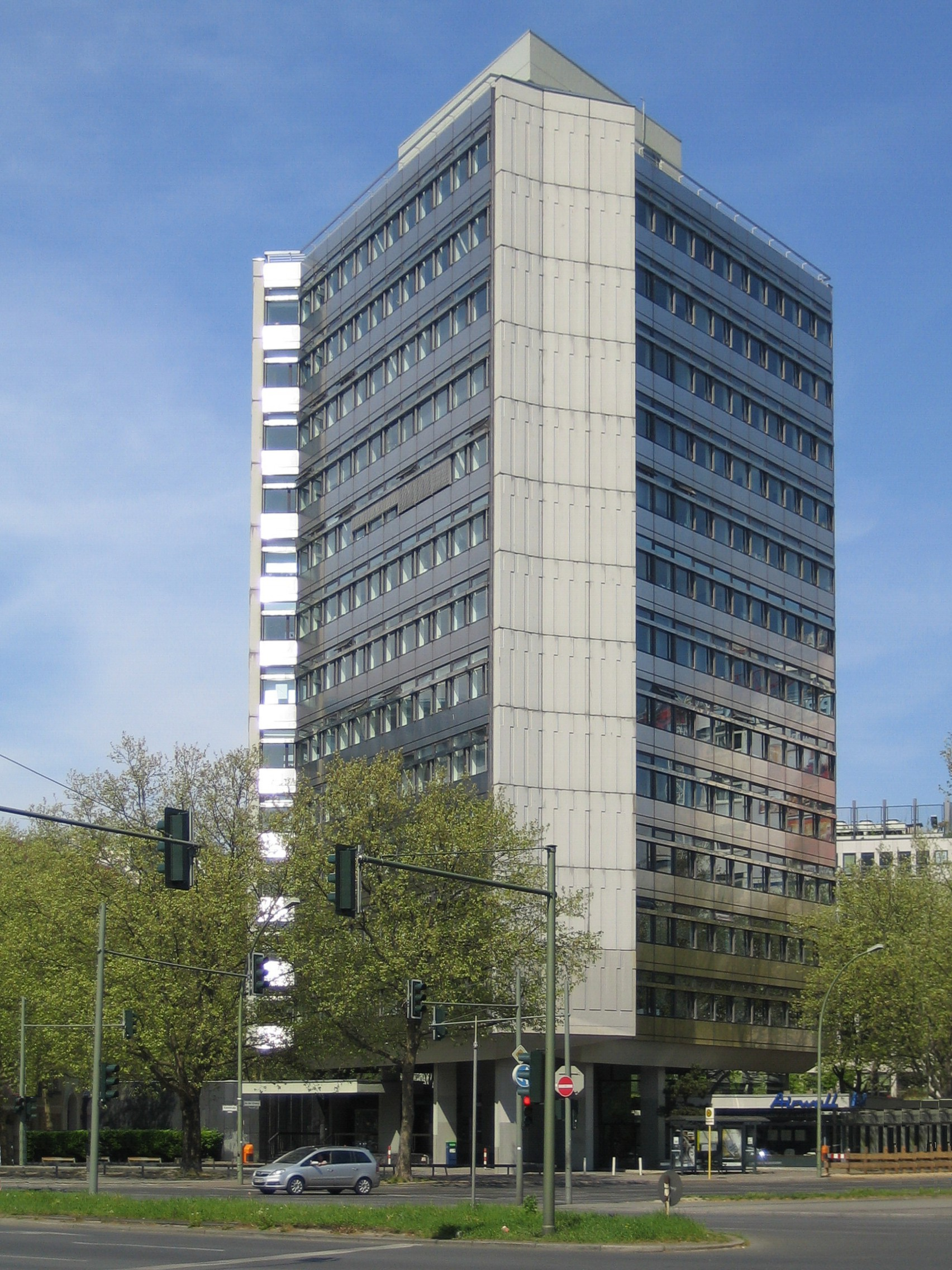
Das Dorland-Haus in Berlin

## Geschichte
1928 holte der damalige türkische Art-Director Mehemed F. Aghaden den bereits damals bekannten Bauhaus-Designer Herbert Bayer ins Haus. Seine nachhaltig stilprägende Gestaltungssprache fand über das dorland-Studio schnell seinen Weg in die Alltagswelt der Deutschen. Im Nationalsozialismus arbeiteten die dorland studios unter Bayer für NS-Auftraggeber. Nachdem Bayers Werke 1937 in der Nazi-Ausstellung Entartete Kunst in München vertreten waren, emigrierte Bayer 1938 in die USA; Richard Roth wurde sein Nachfolger.
Seit 1989 war Stefan Hansen geschäftsführender Gesellschafter von dorland. Nach der Internationalisierung leitete er von 1995 bis 2007 19 dorland-Niederlassungen in 17 europäischen Ländern unter dem Dach der Grey Global Group/WPP Group.
Anfang der 90er Jahre übernahm dorland mit Kunden wie BEWAG/Vattenfall, EnBW und GASAG eine Pionierrolle bei der Liberalisierung der Energiemärkte und brachte mit e-plus service die Entwicklung des Mobilfunkmarkts voran.
Zu weiteren Kunden zählten Honda, Procter & Gamble, Volvo, BMW Osteuropa und Lufthansa.
Unter der Führung des CCO Fritz Hendrick Melle entstanden unter anderem die Imagekampagnen „Not for everybody“ für Bruno Banani und „Berlin, du bist so wunderbar“ für Berliner Pilsner.
Besonderes Engagement zeigte dorland beim Thema Bauhaus. 2008 übergab Gesellschafter Stefan Hansen das dorland-Archiv, die größte zusammenhängende Sammlung von durch Bauhaus-Künstler erstellten Werbegrafiken von den 1920er bis zu den 1970er Jahren, an das Bauhaus-Archiv (Museum für Gestaltung) in Berlin, dessen stellvertretender Vorstandsvorsitzender er ist.
2014 kam es zum Rückkauf von dorland aus der Grey-Gruppe durch Private Pier Industries, die Beteiligungsgesellschaft von Stefan Hansen und Hendrick Melle. Die Agentur wurde im Jahr 2020 nach 92 Jahren geschlossen.